# 城步苗族自治县人民政府
26°23′52″N 110°19′45″E / 26.397744°N 110.329296°E
城步苗族自治县人民政府（简称城步苗族自治县政府）是中华人民共和国湖南省邵阳市城步苗族自治县的行政管理机关。现任县长是王慧敏，2021年10月上任。

## 沿革
1956年11月30日，撤销城步县建制，建立“城步苗族自治县”，是中国第二个苗族自治县。

### 反腐败工作
2018年3月6日，周国利涉嫌严重违纪违法，接受纪律审查和监察调查，5月遭到开除党籍开除公职（双开）处分，7月遭到逮捕，2019年5月，因受贿罪、滥用职权罪、巨额财产（2113万余元人民币、10万元港币）来源不明罪共计判刑17年。

## 历任县长
| 姓名   | 就任日期   | 卸任日期   | 备注  |
| ------ | ---------- | ---------- | ----- |
| 杨再坚 | 1980年12月 | 1983年12月 | [ 4 ] |
| 肖尊国 | 1983年12月 | 1985年5月  | [ 4 ] |
| 阳盛海 | 1988年5月  | 1990年2月  | [ 4 ] |
| 杨容来 | 1990年2月  | 1991年12月 | [ 4 ] |
| 陈庭宪 | 1991年12月 | 1996年2月  | [ 4 ] |
| 周国利 | 1997年5月  | 2000年4月  |       |
| 滕召义 | 2000年     | 2003年2月  |       |
| 吴艺珍 | 2003年6月  | 2008年4月  |       |
| 蒋志刚 | 2008年4月  | 2013年4月  | [ 5 ] |
| 杨博理 | 2013年6月  | 2021年7月  | [ 6 ] |
| 王慧敏 | 2021年10月 |            | [ 7 ] |